# Flüela Wisshorn
Flüela Wisshorn to szczyt w paśmie Silvretta, w Alpach Retyckich. Leży we wschodniej Szwajcarii, w kantonie Gryzonia.
Na wschód od Flüela Wisshorn znajduje się przełęcz Flüelapass (2383 m). W pobliżu leżą miejscowości Davos oraz Susch.